# Hypoestes capitata
Hypoestes capitata är en akantusväxtart som beskrevs av Louis Hyacinthe Boivin och Raymond Benoist. Hypoestes capitata ingår i släktet Hypoestes och familjen akantusväxter. Inga underarter finns listade i Catalogue of Life.